# Guy (pantserwagen)
De Guy pantserwagen was een voertuig van de Britse vrachtauto- en autobusfabrikant Guy Motors uit Wolverhampton. Tussen 1938 en 1940 werden er 101 exemplaren van gemaakt. Zes exemplaren stonden ter beschikking van het HQ (Hoofdkwartier) van de B.E.F. (British Expeditionary Force) in België en Noord-Frankrijk in mei/juni 1940.

## Geschiedenis
In 1938 produceerde Guy Motors de Guy pantserwagen. Als basis voor dit ontwerp werd het chassis van de vierwielaangedreven artillerietrekker gebruikt, de Quad-Ant. Deze laatste was in 1938 uitgebreid getest door het Britse leger en tijdens de oorlog zijn er ongeveer 4.000 exemplaren van gemaakt.
Guy Motors gebruikte dit voertuig als basis voor de pantserwagen, een tank op wielen. Het Britse leger plaatste een order voor in totaal 101 exemplaren, inclusief een prototype. Ze kregen de nummers T10314 tot T10414, waarbij de T stond voor tank aldus de registratienormen van het leger. Deze werden allemaal in 1939 en 1940 afgeleverd.

## Beschrijving
Het voertuig was uniek in de zin dat het pantser werd gelast. Het was een belangrijke verbetering ten opzichte van de voertuigen waarvan de bepantsering nog met klinknagels was bevestigd. Dit was veiliger voor de bemanning en de productiekosten lagen lager. Het pantser had een maximale dikte van 15 mm. Recht boven de romp van het voertuig was een geschutstoren gemonteerd die 360° kon draaien. De toren was bewapend met twee coaxiale Vickers of Besa machinegeweren . De zescilinder benzinemotor was achter in het voertuig geplaatst. Het voertuig was uitgerust met een radio en had een driekoppige bemanning : Bestuurder, voertuigoverste en schutter.

## Karrier neemt productie over
Vanwege de grote behoefte aan dit soort voertuigen en de beperkte productiecapaciteit van Guy Motors nam Karrier, onderdeel van de Rootes Groep, de gehele productie over. Guy Motors bleef wel de romp en de geschutstoren leveren aan Karrier. Het voertuig kreeg vanaf dat moment de naam Humber pantserwagen, met een Karrier KT4 onderstel. Guy Motors had de bouwtekeningen aan Karrier overgedragen en uiterlijk vertoonden de voertuigen van beide fabrikanten grote gelijkenis. De Humber Mark I kwam in 1941 in dienst bij het Britse leger. Van de vier versies van de Humber heeft Karrier in totaal ruim 5.000 exemplaren gemaakt.

## Inzet

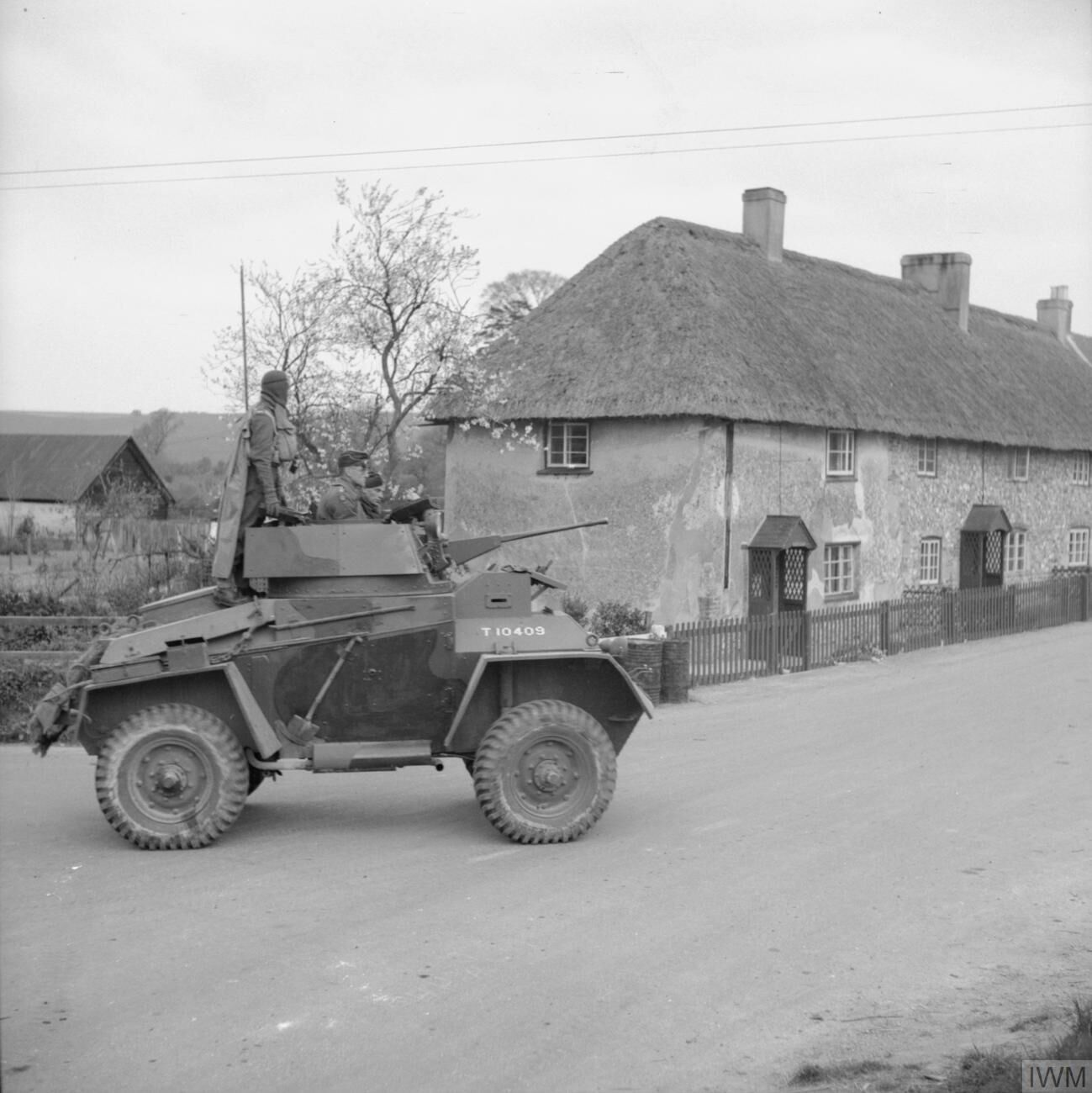
Guy Mk IA

Voor het uitbreken van de oorlog werden zes voertuigen met het Britse leger naar Frankrijk gestuurd. Een beperkt aantal exemplaren werd gebruikt voor de bescherming van de koninklijke familie en politici. De rest werd vooral door Britse en buitenlandse legereenheden gebruikt in Engeland. In 1943 werden ze vervangen door modernere exemplaren.

## Versies
- Mk I – eerste versie met twee Vickers machinegeweren, de hoofdbewapening had een kaliber van 12,7 mm en secundair was er een machinegeweer van 7,7 mm. Hiervan zijn 50 exemplaren gebouwd.
- Mk IA – bewapend met een 15 mm en een 7,92 mm-Besa machinegeweer. Er was ruimte om 150 15 mm en 2.250 7,92 mm-patronen mee te nemen. Totale productie 51 exemplaren.

## Naslagwerk
- George Forty en Jack Livesey, (en)  The complete guide to Tanks and Armoured Fighting Vehicles, Hermes House (2006), pag 325.